# Fortunstræde
Fortunstræde er en gade i Indre By i København, der går fra Nikolaj Plads og Admiralgade i øst til Højbro Plads og Ved Stranden i vest.
Gaden har navn efter gæstgivergården Fortunen, der lå på hjørnet af Fortunstræde og Ved Stranden. I årene 1706-1720 var Fortunen ejet af gehejmearkivar Frederik Rostgaard. I 1750 skiftede stedet navn til Den Gyldne Fortun, der brændte ned i 1795. Efter branden opførtes Fortunstræde 7 / Ved Stranden 18  i årene 1796–98 for traktøren Heinrich Wilhelm Løbel. Fra 1798–1876 lå her Hotel Royal, der i en årrække husede forskellige celebre gæster.
Vekselerer og entreprenør Gottlieb Abrahamson Gedalia boede i nr. 4 i årene 1850–1851.